# La joia del Nil
La joia del Nil (títol original en anglès: The Jewel of the Nile) és una pel·lícula estatunidenca dirigida per Lewis Teague, estrenada el 1985. Es tracta de la continuació de la pel·lícula Darrere el cor verd. S'hi troba Jack Colton, Joan Wilder i Ralph embarcats a Egipte, sobre la pista d'una fabulosa joia, la del Nil. Ha estat doblada al català.

## Argument

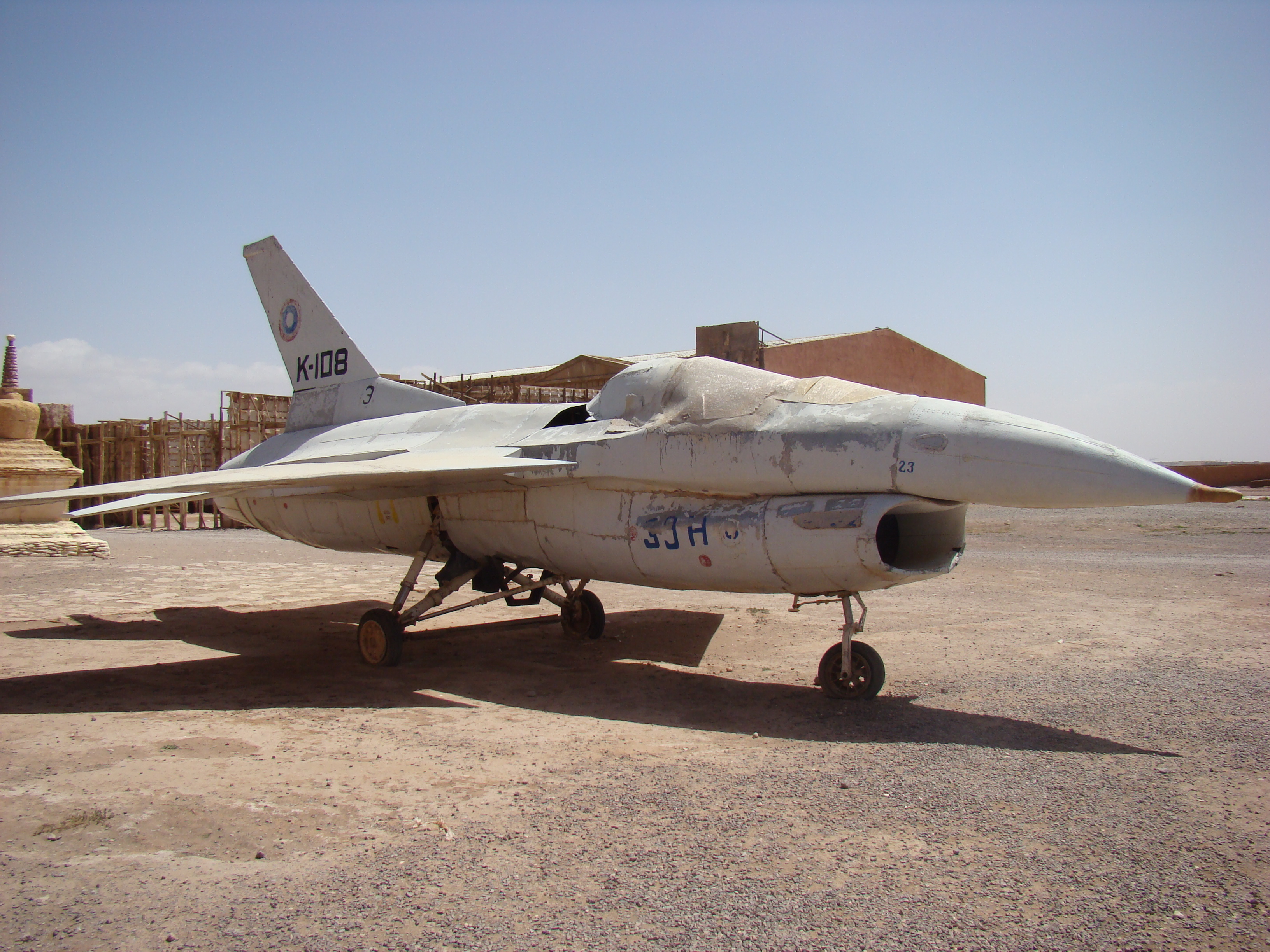
Maqueta d'avió utilitzada en el rodatge de la pel·lícula a Ouarzazate.

La història té lloc sis mes després dels esdeveniments de la persecució del diamant verd. Jack i Joan solquen enamorats el mar durant sis mesos fins a arribar a la Costa d'Azur. En un banquet organitzat a Canes, Joan coneix Omar Khalifa, un emir ascendit a "Emperador del Nil". Amb problemes d'inspiració per la seva propera novel·la, accepta escriure la seva biografia. Omar la convida llavors al seu palau de Kadir que esdevindrà finalment una presó daurada. La relació gira cap als problemes i Jack decideix continuar el creuer sol. Però a punt de marxar, escapa per poc a la voladura del seu vaixell. Un terrorista li demana ajuda per trobar Al-Jawhara, "El diamant del Nil", un objecte sagrat amagat per Omar Khalifa per legitimar el seu poder despòtic i el seu pla d'invasió de l'Egipte. Ralph el segueix.

## Repartiment
- Michael Douglas: Jack T. Colton
- Kathleen Turner: Joan Wilder
- Danny DeVito: Ralph
- Spýros Fokás: Omar Khalifa
- Avner Eisenberg: Jewel, el sant home
- Paul David Magid: Tarak
- Howard Jay Patterson: Barak
- Randall Edwin Nelson: Karak
- Samuel Ross Williams: Arak
- Timothy Daniel Furst: Sarak
- Hamid Fillali: Rachid
- Holland Taylor: Gloria
- Peter DePalma: El missioner
- Mark Daly Richards: Pirata

## Producció
El rodatge es va desenvolupar del 29 d'abril de 1985 al 23 de juliol de 1985, i va tenir lloc en aquestst indrets:
- al Marroc:
  - Meknès
  - Ksar d'Aït-Ben-Haddou
  - Ouarzazate: en el desert i a la Productora Atlas
- als Estats Units: Parc nacional de Zion, a Springdale (Utah)
- a França, als Alps Marítims:
  - A Canes, Niça, Vilafranca de Mar i a la riviera francesa
  - Productora s de la Victorine a Niça
- a Mònaco: a Montecarlo